# Saint-Marcel (Ardenne)
Saint-Marcel è un comune francese di 336 abitanti situato nel dipartimento delle Ardenne nella regione del Grand Est.

## Società

### Evoluzione demografica
Abitanti censiti